# Frits Schalij
Frits Schalij (ur. 14 sierpnia 1957 w Weesp) – holenderski łyżwiarz szybki, dwukrotny medalista mistrzostw Europy.

## Kariera
Pierwszy sukces w karierze Frits Schalij osiągnął w 1985 roku, kiedy zdobył srebrny medal podczas mistrzostw Europy w Eskilstunie. Rozdzielił tam na podium swego rodaka Heina Vergeera oraz Olega Bożjewa z ZSRR. Schalij był tam szósty na 500 m, trzeci na 5000 m, drugi na 1500 m oraz czwarty na dystansie 10 000 m. W tym samym roku był też czwarty na wielobojowych mistrzostwach świata w Hamar, przegrywając walkę o medal z innym Holendrem, Hilbertem van der Duimem. Rok wcześniej wywalczył brązowy medal na mistrzostwach Europy w Larviku, plasując się za van der Duimem i Rolfem Falk-Larssenem z Norwegii. Schalij tylko w jednym z biegów był w pierwszej trójce - na dystansie 1500 m zajął drugie miejsce. W 1984 roku wystartował na igrzyskach olimpijskich w Sarajewie, zajmując dziesiąte miejsce na 1500 m i siedemnaste na 5000 m. Kilkukrotnie startował w zawodach Pucharu Świata, jednak nigdy nie stanął na podium. Najlepsze wyniki osiągnął w sezonie 1986/1987, kiedy zajął 21. miejsce w klasyfikacji końcowej 1500 m. Sześciokrotnie zdobywał medale mistrzostw Holandii, lecz nigdy nie zwyciężył. W 1987 roku zakończył karierę.